# 마르틴 라우르센
마르틴 라우르센(Martin Laursen, 1977년 7월 26일 덴마크 폴방 ~ )은 덴마크 출신의 전 프로 축구 선수이다. 현재는 무릎 부상으로 은퇴했으며, 포지션은 수비수로서 센터백의 위치에서 활약했다. 2008-2009 시즌 개러스 배리를 대신해 애스턴 빌라의 주장을 맡았다.

## 우승 경력
- AC 밀란
  - 코파 이탈리아 : 2002-03
  - UEFA 챔피언스 리그 : 2002-03
  - UEFA 슈퍼컵: 2003
  - 세리에 A : 2003-04

## 수상 경력
- 2008년 덴마크 올해의 축구 선수